# Itati
Itati egy község (município) Brazíliában, Rio Grande do Sul államban, az Atlanti-parti Esőerdő Rezervátumban. 2021-ben becsült népessége 2377 fő volt.

## Elnevezése
Neve kezdetben Três Forquilhas (három elágazás) volt. Német alapítása miatt a második világháború kezdetekor a nemzeti hatóságok átnevezték Itapeva majd Itati névre, hogy ne emlékeztessen a németek általi gyarmatosításra. Az itati indián szó, jelentése „fehér kő” (ita+ti) vagy „sok kő” (ita+tim). Ugyanekkor Três Forquilhas egy másik részét Três Irmãosra, majd Guananazesre nevezték át, bár az később visszakapta eredeti nevét (a mai Três Forquilhas község).

## Története
1826-ban a birodalmi kormány német bevándorlókat telepített le a Três Forquilhas folyó mentén. A németek nehezen boldogultak az ismeretlen, trópusi területen (például az általuk termeszteni próbált európai növények elpusztultak), elszigeteltségük miatt pedig képtelenek voltak kereskedni, így az őslakos indiánok segítségére hagyatkoztak, továbbá cukornádat, maniókát kezdtek termeszteni. Ezzel párhuzamosan azonban megőrizték kultúrájukat, nyelvüket is. Portugálok csak évtizedekkel később, a farroupilha-felkelés leverése után kezdtek letelepedni a környéken; a németekkel addig harmóniában élő indiánokat megtizedelték. A németek és portugálok keveredése egy sajátos kultúrát alakított ki a völgyben, később pedig más nemzetiségek is letelepedtek (lengyelek, argentinek, japánok).
1942-ben Itapeva, majd 1945-ben Itati névre keresztelték át. Kezdetben Osório része volt, majd 1988-ban az Osórioból kiváló Terra de Areia kerülete lett. 1998-ban függetlenedett Terra de Areiától, és 2001-ben községgé alakult.

## Leírása
Székhelye Itati, további kerületei nincsenek. Jellemző rá a különböző kultúrák, hagyományok keveredése (német, azori, portugál, japán). A japánok ma is őrzik kultúrájukat (fesztiválok, szumó oktatása), és a virágtermesztés révén nagymértékben hozzájárulnak a helyi gazdasághoz.